# إيليت ريزيدنس
إيليت ريزيدنس٬ ناطحة سحاب في دبي، الإمارات العربية المتحدة. تقع في منطقة مرسى دبي مطلة على الجزيرة الاصطناعية نخلة الجميرة. يحتل المبنى طول 380.5 متر (1.248 قدم) ويحتوي على 87 طابق.
تحتوي ناطحة السحاب على 695 شقة و12 مصعدًا.
كان البرج ثالث أطول مبنى سكني في العالم عند اكتماله في 21 يناير 2012. واعتبارًا منذ عام 2022 أصبح ثامن أطول مبنى سكني في العالم.

## وصلات خارجية
- Developer website
- Community website